# 向宣政
向 宣政（むかい のぶまさ、永禄3年（1560年） - 元和4年4月25日（1618年6月17日））は、戦国時代から江戸時代初期にかけての武将。出羽久保田藩家老。家格宿老廻座である向氏（のちに小鷹狩《小鷹垨》氏に改姓）の祖。通称は右近大夫。弟は向俊政（庄兵衛）。

## 生涯
永禄3年（1560年）、誕生。飛騨国の姉小路氏三家（古川氏・小島氏・向氏）氏族の向氏一族と思われる。
はじめ飛騨国小鷹利城に住し、父である姉小路高綱の死後に城主となり、家督を継承して姉小路宣政と名乗ったとされる（持城に向小島城）。
しかし、幼少であったため、後見役の牛丸重親（牛丸氏）が城を乗っ取ろうと企て、それから逃れるべく家臣の後藤重元（帯刀）によって脱出した。
天正年間中に、飛騨国から母の故郷である常陸国の戦国大名・佐竹義宣に仕官し、この頃姉小路頼綱の次女が正室として嫁いだ可能性が高い。なお、弟の俊政も300石で仕官する。
関ヶ原の戦いの後に主君・義宣が出羽久保田藩へ転封となると、これに追随し横手城の城代となって2000石を知行する。
慶長8年（1603年）に久保田城下士の指南を命じられ、後に家老となる。
元和4年（1618年）、死去。

## 別説
宣政は、三木真頼（みつき）の次男で、最初は小鷹狩政宗と名乗ったという。小牧・長久手の戦いでは徳川家康側についたため、豊臣秀吉の命を受けた金森長近に滅ぼされた。浪人となり、後に佐竹氏に仕官したという。

## 逸話
- 後見役である牛丸重親の逆心により窮地に追い込まれるが、後藤重元が察知し脱出するも荒城郡小鷹狩郷角川村で追いつかれ、後藤重元は奮戦の末に宣政を逃し、母の縁である常陸国佐竹氏へ仕えた。
- 慶長7年（1602年）10月には、横手城搦手城代を勤め、翌年、秋田に移り家老職（禄2400石）についた。
- 傑作山桃雲寺（浄土宗）は、宣政が開基した寺院である。
- 初めに横手武士団の家臣団を配属した。
- 内政（新田開発）にも深く関わった[5]<[注釈 4]。

## 子孫
宣政の長男・政次（清兵衛）は佐竹一族・石塚義辰（よしとき）の三女を娶ったが、父に先立って死去し、次男の重政が家督を継いだ。以後は廣政 - 守秋（庄九郎）と続き、飛騨姉小路氏一族の血脈を唯一保った。
宣政の弟・俊政は分家を起こしたが、一代で無嗣断絶となる。
向家（小鷹狩家）は幕末までに6人の家老を輩出し、家中屈指の名家となる。幕末に小鷹狩源太がいる。
なお、現在横手在住の迎氏は、向氏の別家である。